# Modesta Avila

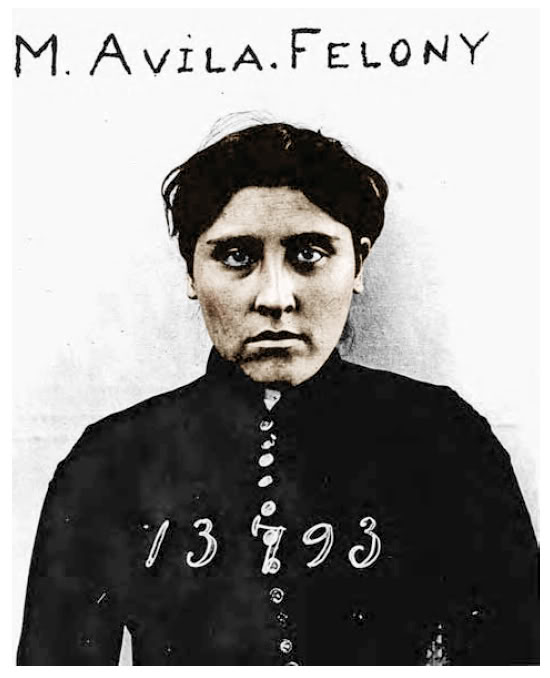
Modesta Avila

Modesta Avila (1867 ou 1869 – Setembro de 1891) foi uma manifestante no Condado de Orange que se tornou a primeira criminosa condenada do condado e a primeira prisioneira da Califórnia. Avila  recebeu um pequeno aviso em 1889 por colocar uma obstrução nos trilhos para protestar contra a Ferrovia Santa Fe que estava sendo construída em sua propriedade sem uma compensação adequada, mas ela continuou a provocar as autoridades e foi finalmente presa quatro meses depois.
Embora o júri em seu primeiro julgamento tenha sido incapaz de chegar a um acordo, Avila foi condenada após um segundo julgamento na Suprema Corte do Condado de Orange, sendo sentenciada a três anos na Penitenciária Estadual de San Quentin. Ela morreu de pneumonia em setembro de 1891 depois de ter cumprido dois anos e cinco meses de sua sentença. Atualmente, Avila é considerada uma heroína popular dos latinos do condado, e foi sugerido que ela fosse a "Dama Branca", um suposto fantasma que assombrava a área e que havia sido visto caminhando pela via férrea desde a década de 1930.

## Contexto
Avila nasceu em 1867, ou 1869 de acordo com algumas fontes, em San Juan Capistrano, Condado de Orange, localizada a aproximadamente 23 milhas (37 km) a sudeste do centro da cidade de Santa Ana. Pouco se sabe sobre sua infância e início de vida, mas, aos vinte anos de idade, herdou a terra de sua mãe, localizada ao norte da estação ferroviária de Capistrano e estava ocupada na criação de frangos. Fisicamente Avila foi descrita como uma "beleza de olhos escuros" em aparência e uma "mulher extremamente orgulhosa." As autoridades a consideraram mexicana apesar de ter nascido em San Juan Capistrano e ser tecnicamente mexicana-americana ou chicana; na época, os mexicanos eram impopulares no país e estavam sujeitos ao racismo. Ela passou trinta dias na prisão do condado de Los Angeles em 1888 por "vagabundagem" (muitas vezes um eufemismo para a prostituição) e isso, juntamente com o fato de que estava solteira e grávida no momento de seu segundo julgamento, levou à crença de que completava sua renda trabalhando como prostituta. O obituário no Santa Ana Standard, após sua morte em setembro de 1891, pareceu aumentar seu peso ao se referir a Avila como "uma favorita bem conhecida dos meninos de Santa Ana."

## Protesto

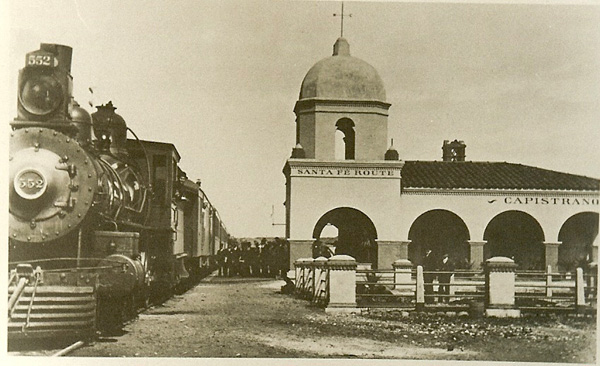
Avila vivia ao norte da estação San Juan Capistrano, acima retratada em 1895

Avila ficou perturbada com a construção da Ferrovia de Santa Fé entre a terra da sua família e a apenas quinze metros de distância de sua casa. Ela acreditava que não tinha sido devidamente compensada pela ferrovia que estava tendo um impacto negativo na criação de galinhas e sua qualidade de vida por causa do barulho. Em 1889, decidiu protestar contra a incursão da ferrovia em sua vida e propriedade. Fontes locais dizem que ela amarrou um varal com roupas sobre a pista, mas outras versões dizem que colocou uma barreira nos trilhos e ergueu postes com cercas entre os trilhos aos quais anexou uma nota de protesto que dizia: "Esta terra pertence a mim. E se a estrada de ferro quiser funcionar aqui, eles terão de me pagar dez mil dólares." Max Mendelson, agente da Southern Pacific Railroad em San Juan Capistrano, informou que havia retirado o poste e avisou Avila de que a empresa estava perfeitamente com seus direitos de construir a ferrovia e ordenou que ela não interferisse novamente.
Há alguma dúvida sobre o que ocorreu entre Avila e Mendelson. Avila parecia acreditar que seria compensada, e até documentou ter viajado para um banco em Santa Ana para perguntar como poderia receber um pagamento de US$ 10.000 e organizou uma festa para celebrar o esperado pagamento. Na festa, foi presa por perturbar a paz e, em seu julgamento, irritou as autoridades ao se gabar de sua vitória sobre a empresa ferroviária e o governo. Segundo a historiadora Lisbeth Haas em seu livro Conquests and Historical Identities in California, 1769–1936, foram suas ações depois de seu protesto inicial em vez do próprio ato que levou a sua prisão quatro meses depois por "tentativa de obstrução de um trem", e que ela foi usada como um exemplo para demonstrar que os protestos seriam punidos sob o novo sistema legal estadual.

## Processo e prisão

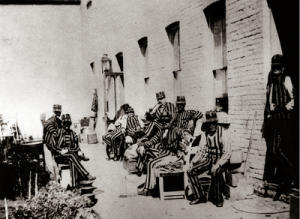
Penitenciária Estadual de San Quentin na década de 1890. Ávila morreu enquanto estava presa nesta penitenciária em 1891.

O primeiro julgamento de Avila por interferir nos trilhos foi realizado na então recém-inaugurada Corte Superior do Condado de Orange, sendo presidido por Edward Eugenes, uma figura legal "sabichona" que também integrava a assembleia do Estado. Este primeiro julgamento terminou com uma votação de 6-6 entre o júri. Na semana anterior ao novo julgamento, rumores espalharam que Avila estava grávida sem estar casada, um ato considerado gravemente pecaminoso na época. Seu advogado, George Hayford, "inexperiente e provavelmente tortuoso", foi forçado a confirmar que Avila estava grávida e acreditava que a decisão real de encarcerá-la por três anos na Penitenciária Estadual de San Quentin devia-se principalmente a isso, escrevendo que "seu crime real é que ela é uma pobre menina que não tem o suficiente para ter casado." Hayford apelou para o tribunal alegando que sua cliente tinha sido "condenada por sua reputação, não por sua ação." Ele obteve uma audiência na Suprema Corte, mas perdeu o caso por uma tecnicidade. O caso de Avila também foi usado como o "veículo para polir a imagem da lei e da ordem do Condado de Orange", pois foi a primeira pessoa a ser condenada por um crime neste condado. O namorado de Avila foi demitido de seu trabalho por se recusar a distanciar-se dela.
Se ela estivesse grávida, o que ocorreu com seu bebê não é conhecido: nenhuma menção aparece nos registros da penitenciária. Ávila morreu de pneumonia em setembro de 1891 aos 22 ou 24 anos depois de cumprir dois anos e cinco meses de sua sentença. Seu obituário em Santa Ana Standard concluiu: "Que aqueles que estão sem pecados lancem a primeira pedra."

## Legado

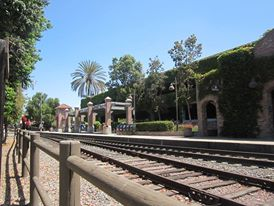
A estação San Juan Capistrano nos tempos modernos; diz-se que o fantasma de Avila ainda anda pelas faixas

Atualmente, Avila é considerada uma figura importante na lenda local e foi citada como uma "heroína folclórica" para os latinos no condado. A Sociedade Histórica San Juan Capistrano inaugurou uma placa na cidade homenageando Avila e seu lugar na história. Mary P. Nolan, diretora executiva da YWCA Central Orange County, incluiu Avila entre as trinta "mulheres de coragem" proeminentes na história do Condado de Orange.
Como parte das celebrações para o centenário do prédio da ferrovia de Santa Fé, em agosto de 1988, uma reedição de seu protesto foi realizada perto da estação de trem por uma mulher da região, Irma Camarena, e atores interpretaram Mendelson e um xerife. O gerenciador da cidade, Steve Julian, narrou: "Modesta odiava o trem. Era ruidoso, sujo e um pouco assustador. Isso impediu suas galinhas de ponhar ovos, e seu apito a mantinha acordada à noite. Além disso, a poderosa Central da Califórnia, empresa-mãe do Santa Fé, havia pago uma miséria às pessoas pelo direito de passarem em suas propriedades. Algo tinha que ser feito. Em um ato de pura frustração, Modesta escolheu um ato simbólico para expressar seu descontentamento."
Numerosos escritores sobre a opressão e história latina nos Estados Unidos citam Avila como uma das muitas vítimas mexicana-americanas durante este período. Suzanne Oboler, professora de Estudos Latino-Americanos na Universidade da Cidade de Nova Iorque, por exemplo, considera a prisão de Avila e outros como Jimmy Santiago Baca, Ricardo Sánchez, Raúl Salinas, Fred Gómez Carrasco, Judy Lucero e Alvaro Luna Hernandez, como sendo "inextricavelmente ligada à dominação colonial e à subsequente luta pelos recursos materiais no sudoeste dos Estados Unidos." Uma ópera intitulada Modesta Avila: An American Folk Opera escrita por um engenheiro biomédico do Condado de Orange foi realizada em Westminster em 1986, mas foi desvalorizada como "nostalgia neo-imperialista" por B. V. Olguín em La Pinta: Chicana/o Prisoner Literature, Culture, and Politics. A Coalizão Modesta Avila, um grupo ativista da área de Los Angeles envolvido com a luta contra as empresas que transportam mercadorias de e para os trilhos ferroviários, mudou seu nome em 2005 para homenageá-la.
Foi sugerido que Avila é uma possível identidade para o fantasma, conhecida como a "Senhora Branca", que tem sido visto no Distrito Histórico da Rua Los Rios de San Juan Capistrano. O fantasma foi relatado pela primeira vez caminhando nos trilhos da ferrovia na década de 1930, ao longo do trecho que Avila tinha andado.

## Nota
- Este artigo foi inicialmente traduzido, total ou parcialmente, do artigo da Wikipédia em inglês cujo título é «Modesta Avila», especificamente desta versão.